# Fler Farver
 Denne artikel bør gennemlæses af en person med fagkendskab for at sikre den faglige korrekthed.

Fler Farver er et dansk hiphop-kollektiv.

## Medlemmer
- Niels Brogård Lindegaard (Hr. Nielson)
- Jacob Keinicke Nissen (pmjacob)
- Thomas Winther Pedersen (Dambo)
- Christian Hansen (Fup)
- Morten Winther Pedersen (Navlesdrengen)
- Christian Skjølstrup (Skjølle)

## Historie
Hr. Nielson, pmjacob, Dambo, Fup, Navlesdrengen og Skjølle mødtes i det odenseanske hiphop-miljø. Her skabte de i fællesskab kollektivet Fler Farver i Fairplay Studio på Nørrevoldgade ved Odense Havn, med målet om at bringe mere positiv energi ind det danske hiphop-miljø. Kollektivet benyttede herefter både Fairplay Studio og deres eget radioprogram, RapRadiYo!, der blev sendt på Odense Studenterradio, som mødesteder for hiphop-kultur i Odense. 
I 2010 tog gruppen på turné i hele Danmark.
Gruppen har spillet over 400 koncerter i Norden.
Medlemmerne startede og stod for RapRadiYo! i fire år, hvorefter programmet fortsatte i en periode med Askan Thomas Thygesen som ny vært.
Fler Farver er ikke længere aktive.

## Odense Assholes
Christian Fup, Navle og Thomas Dambo havde i et stykke tid haft gang i et andet projekt ved navn Odense Assholes eller bare OA. Projektet gik ud på at lave hård hiphop med en ironisk undertone der handler om "kællinger, våben og stoffer", den grønne omstilling, rettigheder, fodboldkultur mm. Dette er lavet som et modspil til den musikstil, som de laver med Fler Farver, hvor de laver glad og positiv musik om farver og gode tider. De har lavet fem musikvideoer til deres fem singler "Kampdruk", "OA Julefrokost", "Makker du sakker", "Bøsser Bløder Lyserødt" og "Kælling du kan ik køre bil".
Gruppen modtog prisen for Årets Danske Hip Hop-udgivelse ved GAFFA-prisen 2010 for albummet Voldsrap (Greatest Hits).
I 2012 lavede Jakob Schnohr Ingversen dokumentarfilmen OA - Konstrueret virkelighed om Odense Assholes.

## Diskografi
- EnElsk – Juelsgade modspil (2005)
- pmjacob – Deadline (2006)
- Dambo og Fup – 9 for en fifer (2006)
- Fler Farver – Bekender Kulør (2006)
- Dambo og Fup – 9.4.1.50.2 Bar' fordi (2008)
- Fler Farver – Happy Army (2008)
- Odense Assholes – Ik' For Sjov (14. aug 2009)
- Odense Assholes - Greatest hits (2011)